# LSD (grupo)
LSD es un supergrupo musical de electrónica y pop creado en 2018. Está compuesto por el cantante y rapero británico Labrinth, la cantante y compositora australiana Sia y el DJ y productor estadounidense Diplo. Su nombre proviene de las iniciales de los nombres de los miembros: Labrinth, Sia y Diplo.
El grupo debutó el 3 de mayo de 2018 con el sencillo «Genius», dirigido por Ben Jones, con ilustraciones de Gabriel Alcalá y animado por Bento Box Entertainment. El 10 de mayo publicaron «Audio», dirigido por Ernest Desumbila y producido por Jeff Kopchia y Bryan Younce. La remezcla hecha por CID de esta canción logró una nominación en los premios Grammy. A finales de julio de 2018, se grabó un nuevo videoclip para «Thunderclouds», en Barcelona, España; la canción se estrenó el 9 de agosto, en la presentación del Galaxy Note 9. La compañía Samsung utilizó esta canción en algunos de sus comerciales.
El 1 de noviembre de 2018 se lanzó su cuarta canción «Mountains».

## Discografía

### Sencillos
| Sencillo         | Año  | Posición más alta en las listas | Posición más alta en las listas | Posición más alta en las listas | Posición más alta en las listas | Posición más alta en las listas | Posición más alta en las listas | Posición más alta en las listas | Posición más alta en las listas | Posición más alta en las listas | Posición más alta en las listas | Certificaciones                              | Álbum |
| Sencillo         | Año  | ALE                             | AUS                             | AUT                             | BEL                             | CAN                             | FRA                             | NZ                              | RU                              | SUE                             | SUI                             | Certificaciones                              | Álbum |
| ---------------- | ---- | ------------------------------- | ------------------------------- | ------------------------------- | ------------------------------- | ------------------------------- | ------------------------------- | ------------------------------- | ------------------------------- | ------------------------------- | ------------------------------- | -------------------------------------------- | ----- |
| «Genius»         | 2018 | 79                              | —                               | 66                              | —                               | 75                              | 178                             | 43                              | 72                              | 81                              | 84                              | - AUS: Oro - CAN: Oro                        | LSD   |
| «Audio»          | 2018 | —                               | 91                              | —                               | —                               | —                               | 35                              | 44                              | —                               | 69                              | 75                              | - AUS: Oro - CAN: Oro - FRA: Oro             | LSD   |
| «Thunderclouds»  | 2018 | 56                              | 69                              | 49                              | 37                              | 62                              | 27                              | 38                              | 17                              | 80                              | 38                              | - AUS: Oro - CAN: Oro - EUA: Oro - RU: Plata | LSD   |
| «Mountains»      | 2018 | —                               | —                               | —                               | —                               | —                               | —                               | —                               | —                               | —                               | —                               |                                              | LSD   |
| «No New Friends» | 2019 | —                               | —                               | —                               | —                               | —                               | —                               | —                               | —                               | —                               | —                               |                                              | LSD   |

### Videos musicales
| Año  | Fecha de publicación | Título           | Artista               | Director/a       | Ref.   |
| ---- | -------------------- | ---------------- | --------------------- | ---------------- | ------ |
| 2018 | 3 de mayo de 2018    | «Genius»         | Labrinth, Sia y Diplo | Ben Jones        | [ 19 ] |
| 2018 | 10 de mayo de 2018   | «Audio»          | Labrinth, Sia y Diplo | Ernest Desumbila | [ 20 ] |
| 2018 | 30 de agosto de 2018 | «Thunderclouds»  | Labrinth, Sia y Diplo | Ernest Desumbila |        |
| 2019 | 16 de abril de 2019  | «No New Friends» | Labrinth, Sia y Diplo | Dano Cerny       |        |